# Bringing Up Baby (Modern Family)
Bringing Up Baby é o primeiro episódio da quarta temporada da série Modern Family. O episódio foi exibido originalmente pela ABC no dia 26 de setembro de 2012 nos EUA.

## Sinopse
É aniversário de Jay novamente e, como antes, Jay quer apenas um dia calmo e um clima não festivo... mas a família perde a linha mais uma vez. Phil e Jay vão pescar em uma viagem pouco convencional com seus amigos. Gloria está nervosa e não tem a mínima ideia de como dará a notícia de que está grávida. Enquanto isso, Dylan se muda para a casa dos Dunphy temporariamente. Mitch e Cam decidem adotar um gato para continuar a lidar com suas tentativas fracassadas de adotar outra criança..

## Audiência
Na sua transmissão original americana, "Bringing Up Baby", foi visto por cerca de 14.440 mil famílias de acordo com a Nielsen Media Research.